# Trioceros johnstoni

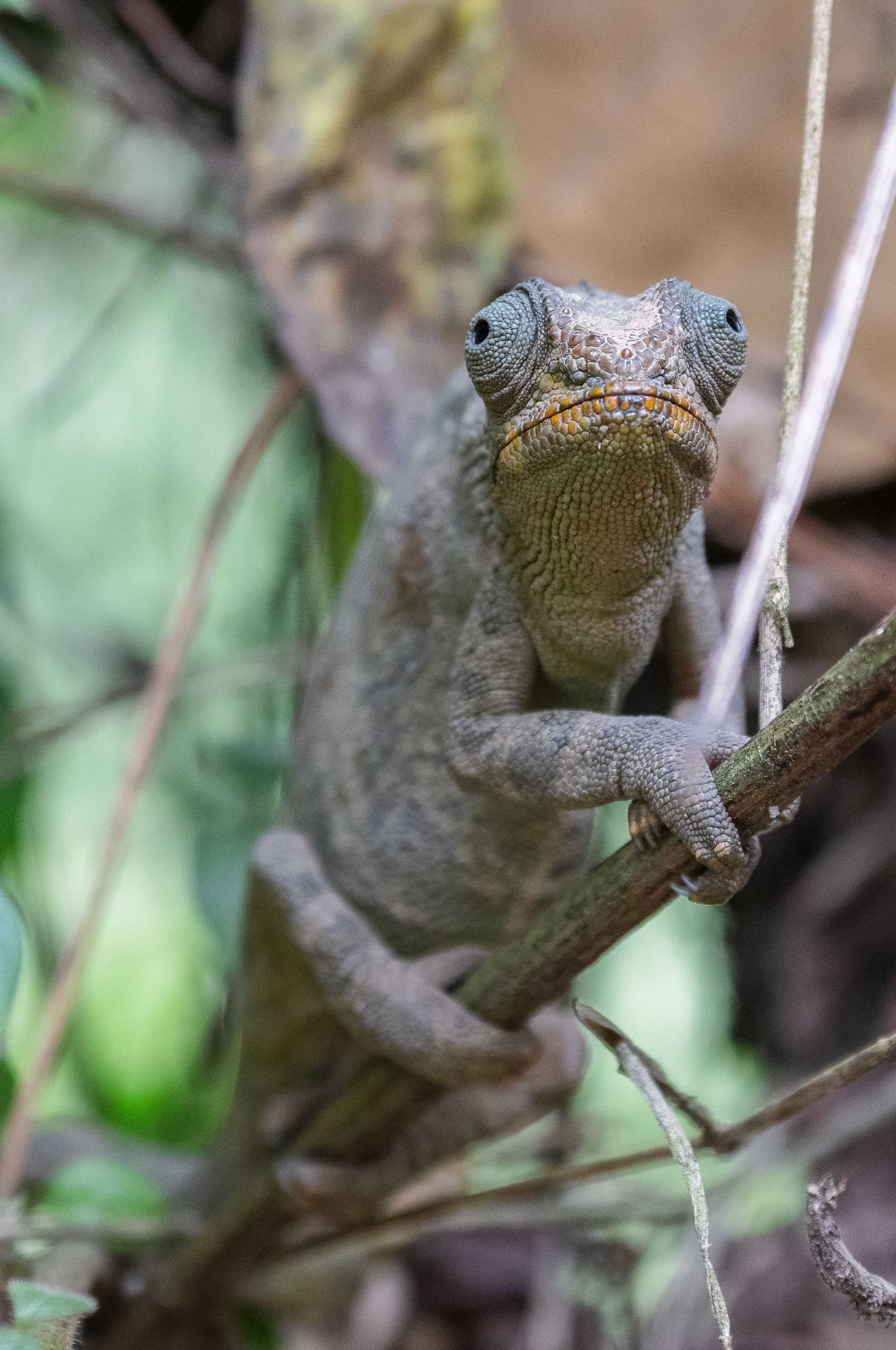
Trioceros johnstoni (fêmea).

Trioceros johnstoni  é uma espécie de lagarto da família dos Chamaeleonidae, os camaleões, nativo da África Central..

## Descrição
A espécie Trioceros johnstoni, conhecida pelo nome comum de camaleão-de-johnston, camaleão-de-três-chifres-de-johnston e Camaleão-de-três-chifres-dos montes-ruwenzori, é uma espécie de camaleão da família Chamaeleonidae, endémica das terras altas do Rift Albertino na África Central. It reaches up to 30 cm (12 in) in total length (including tail). Only the adult male has three horns. The female is hornless.
Os três longos chifres anelares presentes no macho de T. johnstoni tornam-no superficialmente semelhante às espécies Trioceros jacksonii e T. werneri e, em certa medida, também com a T. fuelleborni e T. oweni, embora estas espécies não sejam filogeneticamente próximas. O seu parente mais próximo é a espécie sem chifres T. ituriensis.
A espécie T. johnstoni é ovípara, com a fêmea a pôr 4-23 ovos por ninhada. Os machos são ferozes animais territoriais e lutam prontamente com outros machos, usando os seus cornos e mordendo.
O T. johnstoni tem como  habitat as florestas montanas e pré-montanas, a altitudes entre 1 000 e 2 500 m na região do Rift Albertino, nomeadamente no leste da República Democrática do Congo, oeste do Burundi, oeste do Ruanda e sudoeste do Uganda.. A espécie tolera ambientes semi-urbanizados, incluindo zonas perturbadas, desde que permaneçam algumas árvores e arbustos.
Como a espécie tem uma distribuição natural alargada, embora sofra de destruição do seu habitat natural, parece ter a capacidade de se adaptar, uma vez que também ocorre em zonas agrícolas e semi-urbanas. Por conseguinte, foi classificada como espécie pouco preocupante pela IUCN. Como está a ser capturado para o comércio de animais selvagens, a espécie foi incluída no Apêndice II de CITES para limitar os efeitos.
O epíteto específico desta espécie foi dado em homenagem ao explorador, diplomata e administrador colonial britânico Harry Johnston.